# San Biagio Saracinisco
San Biagio Saracinisco è un comune italiano di 295 abitanti in provincia di Frosinone nel Lazio, situato all'interno del Parco nazionale d'Abruzzo, Lazio e Molise. Di origine sannita, il borgo è noto per il suo paesaggio montano incontaminato, le tradizioni pastorali e il culto di San Biagio, a cui è dedicata la festa patronale. Le sue frazioni, i resti archeologici e la presenza di zampognari lo rendono un centro di forte identità culturale e naturale.

## Geografia fisica

### Territorio
San Biagio Saracinisco è situato sul versante meridionale delle Mainarde alla cui base scorre il fiume Mollarino, affluente del Melfa.
Il suo territorio è compreso nel versante laziale del parco nazionale d'Abruzzo, Lazio e Molise. Il suo paesaggio è quindi dominato da monti, con la cima del Monte Carella che raggiunge i 1.072 metri di altezza, boschi e pascoli.
Il comune è articolato in un centro ed alcune frazioni: Cioppo, Fontana Cicchetto (ex Pratola II), Gallo, Pietrepente, Pratola, Radicosa, Raimella, Uotto, Venezia.
Il centro urbano è piccolo, arroccato sopra una collina posta allo sbarramento di una valle e diviso in due dalla strada centrale che passa davanti alla chiesa di San Biagio.
Una zona in espansione è la località Pratola, sulla provinciale per Isernia, nelle immediate vicinanze del lago artificiale di Cardito in cui si pratica la pesca sportiva e il windsurf.

### Clima
- Classificazione climatica: zona E, 2658 GR/G

Tenuto conto della posizione geografica e dell’altitudine (836 m s.l.m.), San Biagio Saracinisco presenta un clima di tipo semi-continentale appenninico, con influenze montane. Gli inverni sono rigidi, con frequenti gelate e nevicate anche abbondanti, soprattutto tra dicembre e febbraio. Le estati sono fresche e ventilate, con temperature che raramente superano i 28–30 °C; tuttavia, durante occasionali incursioni di aria calda dall’Africa settentrionale (anticicloni subtropicali), le temperature possono superare i 30 °C, pur mantenendo notti generalmente fresche.
Le primavere sono piuttosto piovose e caratterizzate da sbalzi termici, mentre l’autunno è spesso nebbioso nelle zone più basse e con un graduale calo delle temperature. La vicinanza alle montagne e al Lago di Cardito influisce localmente sull'umidità e sulla formazione di microclimi.
Il paese, circondato da fitti boschi e pascoli montani, presenta una notevole escursione termica tra giorno e notte, specialmente in estate. Le precipitazioni sono distribuite durante tutto l’anno, con picchi nei mesi autunnali e primaverili.

### Flora e fauna locali

#### Flora
La vegetazione prevalente è costituita da faggete appenniniche (Fagus sylvatica), che si estendono tra i 900 e i 1600 metri di altitudine. Nelle quote inferiori si trovano boschi misti con acero montano, orniello, carpino nero, tiglio selvatico e nocciolo. Nelle aree più alte e meno antropizzate sono presenti nuclei di pino nero e abete bianco.
I pascoli d’altura e i prati secondari, tradizionalmente utilizzati per la pastorizia, ospitano numerose specie erbacee, tra cui genepì, valeriana, iperico, oltre a varie specie di orchidee spontanee (come Orchis purpurea e Ophrys sp.). In autunno, i boschi circostanti producono abbondanti funghi, tra cui porcini, russole e finferli.

#### Fauna
L’area è popolata da numerose specie di mammiferi, tra cui il lupo appenninico (Canis lupus italicus), il cinghiale, il capriolo, la volpe, il tasso e l’istrice. Il gatto selvatico è presente ma difficilmente osservabile. È inoltre segnalata, sebbene raramente, la presenza dell’orso bruno marsicano (Ursus arctos marsicanus), specie simbolo del parco.
Tra gli uccelli, si segnalano il falco pellegrino, la poiana, l’aquila reale, il picchio rosso maggiore, l’allocco e numerose specie di passeriformi. La fauna ittica dei torrenti e del vicino Lago di Cardito comprende la trota fario (Salmo trutta fario), mentre nelle zone umide si trovano rane verdi, tritoni alpestri e bisce d’acqua non velenose.
Il contesto naturalistico del comune, unito alla relativa scarsità di insediamenti antropici nelle aree più alte, rende il territorio favorevole all’osservazione della fauna selvatica e alla fruizione escursionistica sostenibile.

## Origine del nome
Il nome deriva dalla chiesa dedicata a San Biagio a cui fu aggiunto, nell’Ottocento, l’attributo Saracinisco per ricordare la presenza saracena nel territorio.

## Storia
Questo territorio era già abitato nel paleolitico, 70.000 anni fa. Si trattava di cacciatori nomadi alla ricerca di nuovi territori lungo la dorsale dell’appennino centrale. I primi rifugi, gradatamente divenuti dimore, erano grotte naturali sparse sui monti. Successivamente si svilupparono piccoli insediamenti fortificati sull’altopiano chiamato Gallo e sorsero piccoli santuari. San Biagio Saracinisco in epoca preromana fu abitato dai Sanniti e, trovandosi sulla via pedemontana Sora-Venafro-Capua, fu spesso coinvolto nelle guerre sannitiche. Ne costituisce testimonianza una necropoli esistente sulla cresta dell’Uomo Morto (detta anche Omini morti), così chiamata proprio per la presenza di dette sepolture. Il paese fu poi occupato dai Romani.
Con la decadenza dell’Impero Romano si susseguirono le varie occupazioni dei barbari: i Visigoti di Alarico I (410), i Vandali, gli Eruli, i Longobardi ed i Saraceni. Questi ultimi erano popoli nord-africani che si insediarono in posti strategici per effettuare razzie.
Dopo la loro sconfitta nella battaglia del Garigliano (915), alcune bande di saraceni trovarono rifugio in queste zone da cui furono successivamente scacciati dall'intervento di armati sorani: in un gruppo di tombe di Omini morti pare che siano inumati proprio questi saraceni.
La prima citazione scritta di San Biagio Saracinisco risale ai primi anni del II millennio, nel Chronicon di Leone Marsicano, nel quale compare quale castello di difesa con il nome di “Sarraciniscum”. Tale castello probabilmente eretto dai Conti dei Marsi, con le terre circostanti, fu donato, nel 1055, dal Principe di Capua (forse Pandolfo V e/o il successore Landolfo VIII) al monastero di Montecassino, con l’esenzione da tasse o altra soggezione feudale. I monaci affidarono i terreni a sette famiglie di Picinisco, Agnone (Villa Latina) ed Atina, con il compito di renderli fertili e coltivarli (probabilmente un contratto di enfiteusi). “Nel corso del XIII secolo passò di proprietà fra i diversi signori che dominavano la valle di Comino e in particolare Alvito, condividendone le sorti, subendo le conseguenze delle guerre fra gli eredi di Giovanna II di Napoli e fra angioini e aragonesi nel corso del Quattrocento: durante questo periodo gli eventi bellici determinarono la scomparsa di alcuni abitati della zona.”
Dai vari censimenti si evince che il paese fu sempre di piccole dimensioni: nel Cinquecento annoverava poche decine di abitanti. Nel secolo successivo fu abbandonato a seguito della peste del 1656. Però nel 1678 un limitato numero di famiglie dei comuni limitrofi decisero di trasferirsi a San Biagio. “Iniziò così il lento processo di urbanizzazione del paese. Attorno ad una chiesetta dedicata a San Biagio sorsero le prime casupole in pietrame e paglia: nacque così il primo nucleo insediatosi nel territorio oggi compreso tra Muro Gianicolo, Piazza Olmo e Via Chiesa.” .
Il paese fu solo marginalmente interessato dagli avvenimenti storici del Settecento e dell’Ottocento con l’unica eccezione del brigantaggio che gravò pesantemente sulla vita dei sambiagesi.
Nel 1806, durante l’occupazione francese, abolita la feudalità, San Biagio non fu riconosciuto comune indipendente perché contava solo 500 anime e pertanto rimase frazione di Vallerotonda. Nel 1858, arrivato a contare più di 1 000 anime, divenne comune autonomo della provincia di Terra di Lavoro con reale decreto di Ferdinando II, Re di Napoli. Solo nel 1927 sarà inglobato nella provincia di Frosinone di nuova costituzione.
La distanza da grossi centri, la carenza di strade, la scarsa produttività dei terreni furono gli elementi che frenarono lo sviluppo del nuovo comune. Neanche l’avvento del neonato Regno d’Italia a seguito della Spedizione dei Mille fu sufficiente a superare l’atavica povertà degli abitanti. Anche se la fine del secolo fece registrare lo sviluppo della pastorizia, dell’agricoltura e delle attività boschive, il numero degli abitanti però superò il limite di sostentamento e quindi iniziarono le prime emigrazioni verso gli Stati Uniti d'America, la Svezia e la Germania. “Altri, più intraprendenti, si addentrarono persino nella fredda Russia degli zar”.
Il paese diede un grande contributo di sangue alla guerra del 1915-18, ma fu la seconda guerra mondiale con i suoi orrori che provocò le maggiori distruzioni, l’esodo forzato e le morti.
San Biagio rientrò nella “linea Gustav” tracciata dal Feldmaresciallo Kesselring come baluardo all’avanzata degli eserciti alleati. La furia dei bombardamenti, rese impossibile la permanenza in paese degli abitanti, persino di quelli che avevano cercato un precario rifugio nelle grotte, per cui l’8 dicembre 1943, giorno dell’Immacolata, fu deciso l’esodo forzato verso il centro di raccolta di Ferentino in cui molti giovani furono forzatamente arruolati nella Organizzazione Todt ed obbligati, anche se con retribuzione, a lavorare al fronte nella costruzione e riparazione di trincee ed opere difensive. Alcuni di loro, impiegati a Cassino, anche se malridotti per la fame ed i parassiti, riuscirono nottetempo a passare le linee tedesche e, con un lungo viaggio attraverso l’Italia in guerra, a ricongiungersi con i parenti residenti a Cremona.
Il 12 gennaio 1944 alle ore 5:30 cominciò la battaglia che doveva liberare dai tedeschi la zona compresa tra Costa San Pietro e Acquafondata e sfondare la linea Gustav in direzione di Atina. I fanti dell’8º Reggimento marocchino ed il 7° algerino dell’esercito francese attaccarono di sorpresa la Costa San Pietro, salendo dal Rio Chiaro e dal fosso Verrecchia, con l’appoggio dell’artiglieria piazzata sulla Catenella delle Mainarde. Le postazioni di mitragliatrici tedesche furono espugnate e i francesi occuparono la quota 1449. I giorni successivi ci furono i contrattacchi del reggimento dei panzer grenadier che non ebbero tuttavia successo. Tutte le alture circostanti: Monte Monna Casale, Monte San Pietro, Monna Acquafondata furono assalite dai francesi e strenuamente difese dai tedeschi.. Al termine della battaglia, le truppe tedesche retrocessero di alcuni chilometri sulle postazioni della linea Gustav propriamente detta, ma il Monte Santa Croce rimase in mano tedesca nonostante i due terribili attacchi sferrati il 27 maggio 1944 alle ore 21:00 da una compagnia del Corpo Italiano di Liberazione che portò alla definitiva cacciata dei tedeschi da San Biagio. Impressionante resta il rapporto tra perdite umane e risultati conseguiti: più di 5.000 morti di cui 500 tedeschi ed un sanbiagese. Il tentativo francese, pur avendo colto qualche successo territoriale, sostanzialmente fallì l’obiettivo principale.
Ai primi di giugno, dopo essere stato raso al suolo, San Biagio cominciò a ripopolarsi anche se gli sfollati al nord torneranno solo dopo il 25 aprile 1945.
Il dopoguerra iniziò con la profonda devastazione del territorio di San Biagio in nome delle impellenti necessità energetiche nazionali. Scomparve la caratteristica cascata del Monte, furono scavate gallerie e creati invasi artificiali per la realizzazione di impianti per la produzione di energia elettrica, ma nulla fu fatto per lo sviluppo dell’economia locale con il conseguente smembramento della popolazione costretta ad una massiccia emigrazione verso la Francia, il Belgio, la Germania e l’Italia settentrionale.

## Monumenti e luoghi d'interesse

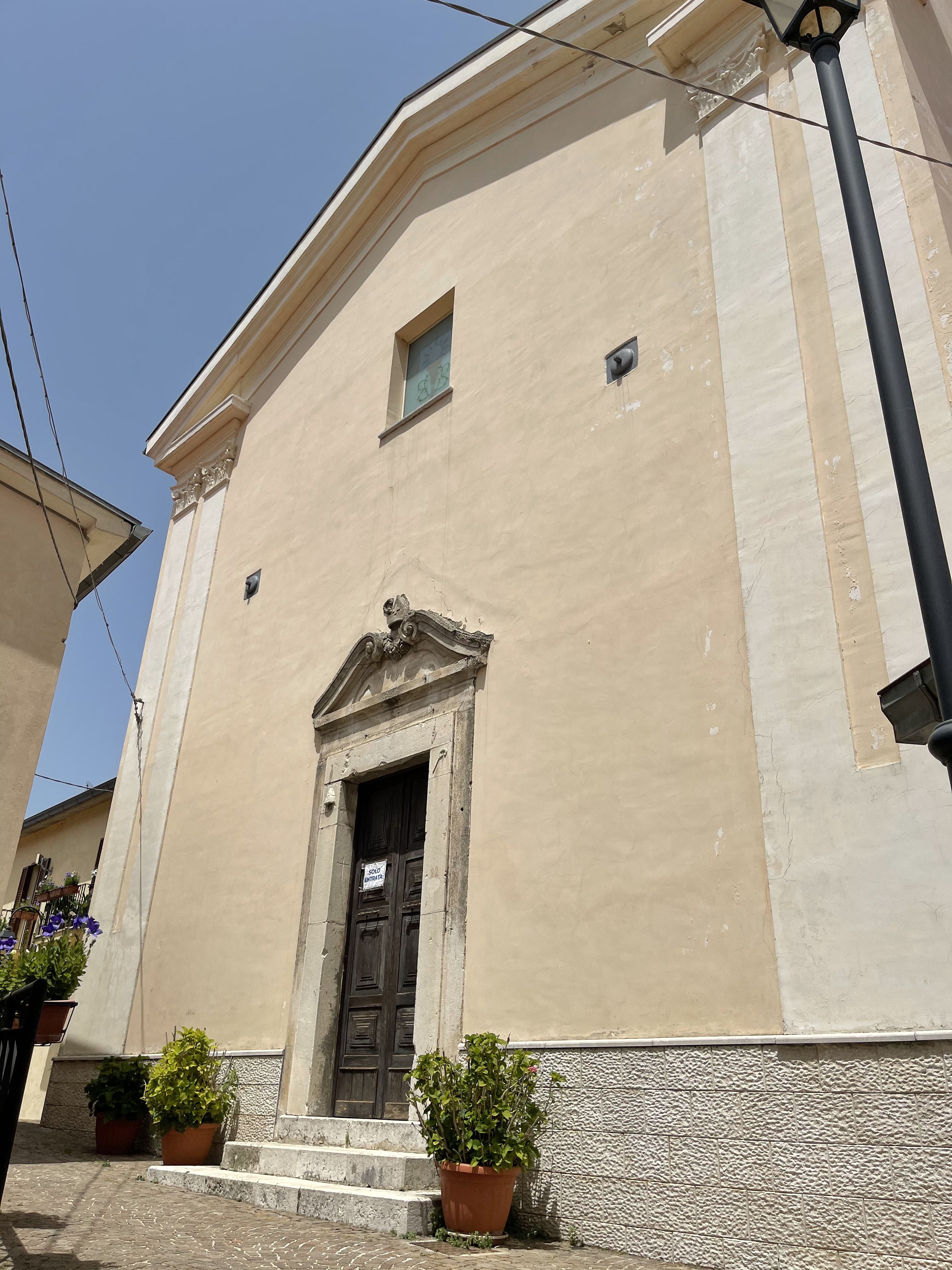
Chiesa di San Biagio Vescovo e Martire

### Chiesa di San Biagio Vescovo e Martire
La chiesa parrocchiale, intitolata a San Biagio Vescovo e Martire, è situata nel centro storico del paese. Di origine antica, l’edificio è stato più volte ricostruito e restaurato, in particolare nel secondo dopoguerra, a seguito dei danni subiti durante il secondo conflitto mondiale. La facciata è semplice, in stile neoclassico, e l’interno custodisce una statua lignea del santo patrono, oggetto di forte devozione locale.

### Cappelle rurali e ruderi
Nel territorio comunale si trovano i resti di diverse cappelle campestri, spesso collocate lungo antichi percorsi di transumanza. Tra queste si segnalano:
- La Cappella della Madonna delle Grazie, in posizione panoramica, legata a tradizioni religiose contadine.
- Ruderi di edifici religiosi sparsi nelle contrade storiche, testimonianza della presenza rurale diffusa prima dello spopolamento del dopoguerra.

### Fontane storiche
Numerose fontane in pietra, risalenti ai secoli passati, sono dislocate lungo le vie del centro e nelle frazioni. Queste strutture, un tempo fondamentali per l’approvvigionamento idrico della popolazione e del bestiame, presentano ancora elementi originali come vasche scolpite, archi in muratura e iscrizioni popolari.

### Antiche mulattiere
Il comune conserva tratti ben riconoscibili di mulattiere e sentieri antichi, utilizzati storicamente per il trasporto a dorso di mulo e la transumanza. Alcuni percorsi, oggi recuperati a fini escursionistici, collegano San Biagio Saracinisco con i pascoli d’altura e con i comuni limitrofi come Picinisco e Alvito. Si tratta di vie storiche che attraversano boschi, radure e resti di muretti a secco.

### Siti archeologici
Nel territorio comunale sono presenti siti archeologici di origine sannita:
- "Omini Morti": un'area montana situata nei pressi del confine con il Molise, dove sono stati rinvenuti materiali funerari riferibili a popolazioni italiche. Il toponimo fa riferimento alla leggenda di un'antica battaglia.
- Contrada Gallo: località dove si trovano resti murari e blocchi megalitici, ritenuti parte di antichi insediamenti o fortificazioni preromane.
- Mura ciclopiche: visibili in varie zone elevate del territorio, attribuite alla popolazione dei Caraceni, una tribù del popolo sannita. Queste strutture in pietra a secco testimoniano la presenza di un oppidum (villaggio fortificato) risalente almeno al IV secolo a.C.

## Società

### Evoluzione demografica
San Biagio Saracinisco ha conosciuto nel corso del XX secolo una forte contrazione demografica. Se nel 1951 il comune contava oltre 1.000 abitanti, il censimento del 2021 ha registrato poco più di 300 residenti. La diminuzione è legata principalmente all’emigrazione di massa, soprattutto negli anni Cinquanta e Sessanta, verso il Nord Europa (in particolare Belgio, Germania, Svezia e Francia) e in parte verso il Centro-Nord Italia.Abitanti censiti

### Composizione della popolazione
La popolazione è oggi composta in prevalenza da anziani, con una bassa natalità e un progressivo invecchiamento demografico. Le famiglie residenti sono in numero limitato, molte delle quali concentrate nel centro storico, con una presenza ridotta nelle contrade rurali, in parte disabitate o usate solo stagionalmente.
Durante i mesi estivi, la popolazione aumenta sensibilmente grazie al ritorno degli emigrati e dei loro discendenti, che rientrano per le vacanze o per le tradizionali feste patronali. In questo periodo si registra un’attività sociale più vivace, con eventi, sagre e celebrazioni religiose.

### Emigrazione e diaspora sanbiagese
A partire dagli anni '50 del Novecento, San Biagio Saracinisco è stato interessato da un intenso fenomeno migratorio, che ha inciso profondamente sulla struttura sociale ed economica del paese. Le cause principali di questo esodo sono riconducibili alla povertà agricola del secondo dopoguerra, alla mancanza di lavoro locale, al lento processo di meccanizzazione dell’agricoltura montana e all’isolamento geografico della zona, allora priva di collegamenti efficienti con i centri maggiori.
Un numero significativo di abitanti emigrò stabilmente verso l’estero, in particolare verso il Belgio e la Francia, Paesi che all’epoca avevano stretto accordi bilaterali con l’Italia per l'importazione di manodopera nei settori minerario, siderurgico e delle costruzioni. In Belgio, le principali comunità sanbiagesi si concentrarono a Bruxelles, Charleroi, La Louvière, Liège e in altri centri della Vallonia, dove molti furono impiegati nelle miniere di carbone o nelle acciaierie. In Francia, nuclei consistenti si stabilirono nelle aree industriali di Parigi, Lione, Saint-Étienne, Grenoble e Marsiglia, lavorando in edilizia, nell'industria o nel settore dei trasporti.
Col tempo, queste comunità hanno dato origine a circoli di emigrati e associazioni culturali, che non solo mantengono vive le tradizioni originarie del paese, ma organizzano incontri, celebrazioni religiose (in particolare la festa di San Biagio), eventi folkloristici e iniziative di solidarietà. Alcune di queste associazioni — fondate spesso negli anni ’70 o ’80 — sono ancora attive oggi, e svolgono un ruolo fondamentale nel mantenimento dell’identità culturale sanbiagese all’estero, trasmettendo la memoria delle radici ai discendenti di seconda e terza generazione.
Nei decenni, gli emigrati hanno spesso mantenuto rapporti affettivi, economici e simbolici con il paese d'origine. Non sono rari i casi in cui famiglie residenti all’estero hanno contribuito alla restaurazione di edifici religiosi, alla realizzazione di piccole infrastrutture, o hanno inviato fondi per sostenere iniziative locali. In alcuni casi, è stato proprio grazie a queste comunità della diaspora che si sono potute mantenere vive celebrazioni tradizionali come la festa del patrono San Biagio, durante la quale alcuni emigrati fanno ritorno, talvolta in gruppi organizzati, al paese natale.
Durante i mesi estivi, San Biagio Saracinisco vede un sensibile aumento della popolazione, grazie al ritorno temporaneo di queste famiglie, che tornano a riaprire le case, curare le radici familiari e partecipare alla vita sociale e religiosa del paese. Questo fenomeno rappresenta oggi una risorsa fondamentale per il tessuto sociale ed economico del borgo, contribuendo a una forma di turismo delle radici e a un parziale contrasto allo spopolamento.

### Religione
La popolazione professa per la maggior parte la religione cattolica e afferisce alla diocesi di Sora-Cassino-Aquino-Pontecorvo, ma fino all'anno 2014 faceva parte dell'abbazia territoriale di Montecassino.

## Cultura

### Istruzione

#### Musei
- Esposizione Permanente Ritrovamenti Archeologici risalenti VI-III sec a.c

## Economia
Di seguito la tabella storica elaborata dall'Istat a tema Unità locali, intesa come numero di imprese attive, ed addetti, intesi come numero di addetti delle imprese locali attive (valori medi annui).
|                        | 2015                  |                              |                            |                |                       |                     | 2014                  |                | 2013                  |                |
| ---------------------- | --------------------- | ---------------------------- | -------------------------- | -------------- | --------------------- | ------------------- | --------------------- | -------------- | --------------------- | -------------- |
|                        | Numero imprese attive | % Provinciale Imprese attive | % Regionale Imprese attive | Numero addetti | % Provinciale Addetti | % Regionale Addetti | Numero imprese attive | Numero addetti | Numero imprese attive | Numero addetti |
| San Biagio Saracinisco | 13                    | 0,04%                        | 0,003%                     | 14             | 0,01%                 | 0,001%              | 12                    | 12             | 10                    | 15             |
| Frosinone              | 33.605                |                              | 7,38%                      | 106.578        |                       | 6,92%               | 34.015                | 107.546        | 35.081                | 111.529        |
| Lazio                  | 455.591               |                              |                            | 1.539.359      |                       |                     | 457.686               | 1.510.459      | 464.094               | 1.525.471      |

Nel 2015 le 13 imprese operanti nel territorio comunale, che rappresentavano lo 0,04% del totale provinciale (33.605 imprese attive), hanno occupato 14 addetti, lo 0,01% del dato provinciale; in media, ogni impresa nel 2015 ha occupato un addetto (1,08).

## Amministrazione
Nel 1927, a seguito del riordino delle circoscrizioni provinciali stabilito dal regio decreto n. 1 del 2 gennaio 1927, per volontà del governo fascista, quando venne istituita la provincia di Frosinone, San Biagio Saracinisco passò dalla provincia di Caserta a quella di Frosinone.

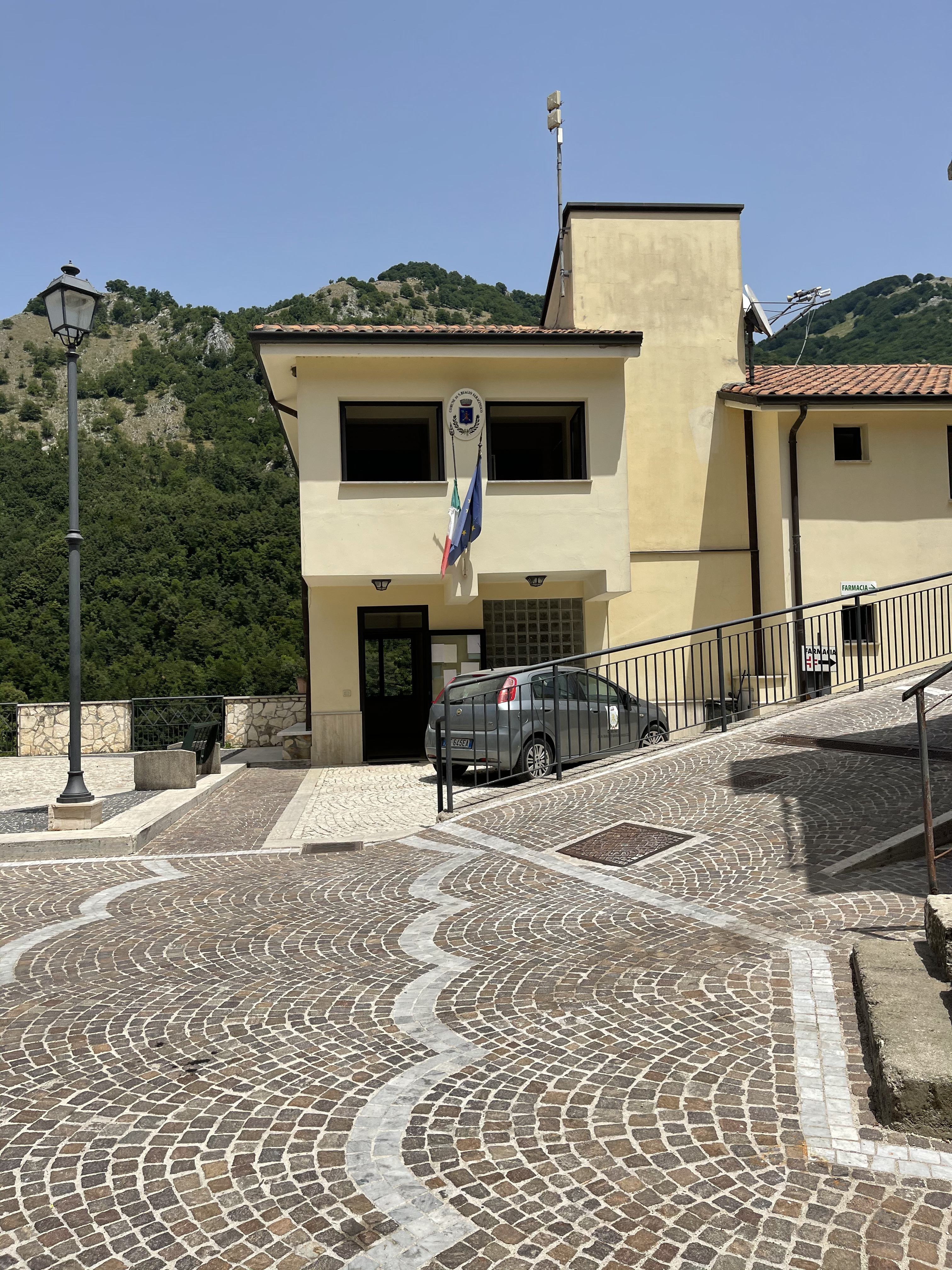
Comune di San Biagio Saracinisco, situato in Via Don Diamante Iaconelli, n. 18/A

### Sindaci di San Biagio Saracinisco
- Antonio Iaconelli (2022 - in carica)
- Dario Giustino Iaconelli (2007 - 2022)
- Giuseppe Paolillo (2002 - 2007)
- Amerigo Iaconelli (1999 - 2001)

- Mario Valente (1995 - 1999)
- Gianfranco Iaconelli (1985-1995)
- Dante Paolillo (1970-1985)
- Francesco Iaconelli (1958-1970)
- Giuseppe Paolillo (1946-1958)

### Altre informazioni amministrative
- Fa parte della Comunità Montana "Valle di Comino"